# Bachou
Bachou (kinesiska: 巴畴乡, 巴畴) är en socken i Kina. Den ligger i den autonoma regionen Guangxi, i den södra delen av landet, omkring 240 kilometer nordväst om regionhuvudstaden Nanning. Antalet invånare är 11343. Befolkningen består av 5 476 kvinnor och 5 867 män. Barn under 15 år utgör 29,0 %, vuxna 15-64 år 59 %, och äldre över 65 år 10,0 %.
Genomsnittlig årsnederbörd är 1 760 millimeter. Den regnigaste månaden är juni, med i genomsnitt 337 mm nederbörd, och den torraste är februari, med 33 mm nederbörd.